# Лахман, Роберт
Роберт Лахман  (нем. Robert Lachmann; 28 ноября 1892, Берлин — 8 мая 1939, Иерусалим) — немецкий этномузыковед, лингвист, востоковед. Специалист и исследователь музыки Ближнего и Дальнего Востока, один из основателей берлинской школы сравнительного музыковедения и Общества по изучению музыки Востока.

## Биография
Во время Первой мировой войны служил переводчиком в лагере для военнопленных солдат из Африки. В 1927—1933 годах работал в музыкальном отделе Прусской государственной библиотеки, где проводил исследования музыкальной культуры Ближнего Востока.
В 1932 году участвовал в Каирском конгрессе арабской музыки.
После прихода к власти в нацистов был уволен с работы в Национальной библиотеке в Берлине, иммигрировал из Германии, и прибыл в Палестину в апреле 1935 года.
Поселился в Иерусалиме по приглашению руководителя Еврейского университета в Иерусалиме Иегуды Магнеса. Создал центр по изучению восточной музыки и «Архив восточной музыки», записывал арабскую музыку, еврейские восточные традиции и музыку самаритян.
Издатель «Zeitschrift für Vergleichende Musikwissenschaft» (1933—1935).
Роберт Лахман подготовил для Палестинского радио цикл передач под названием «Восточная музыка», которые были посвящены как еврейской, так и арабской (христианской и мусульманской) музыке Палестины, образцы которой Лахман собирал с 1935 года.

## Избранные труды
- Die Musik in den tunisischen Staedten, 1922
- Die Musik des Orients, 1929